# Macrothrix
Macrothrix é um género de Macrothricidae.
O género foi descrito em 1843 por William Baird.
O género tem distribuição cosmopolita.
Espécies:
- Macrothrix acutirostris (Schmarda, 1854)[1]
- Macrothrix agsensis Dumont, Silva Briano & Subhash Babu, 2002
- Macrothrix laticornis (Jurine, 1820)